# Coutras
Coutras ist eine französische Gemeinde mit 8695 Einwohnern (Stand 1. Januar 2022) im Département Gironde in der Region Nouvelle-Aquitaine am Zusammenfluss der Isle und der Dronne. Sie ist eine der Mitgliedsgemeinden der Communauté d’agglomération du Libournais.

## Geschichte
Funde belegen, dass die Gegend schon in prähistorischer Zeit besiedelt war.
Im 16. Jahrhundert war die Stadt ein Zentrum des französischen Protestantismus. So fand hier 1587 auch eine Schlacht statt zwischen Protestanten unter dem späteren Heinrich IV. und einem katholischen Heer unter Anne de Joyeuse, der bei diesen Kämpfen ums Leben kam.
| Bevölkerungsentwicklung | Bevölkerungsentwicklung | Bevölkerungsentwicklung | Bevölkerungsentwicklung | Bevölkerungsentwicklung | Bevölkerungsentwicklung | Bevölkerungsentwicklung | Bevölkerungsentwicklung | Bevölkerungsentwicklung |
| ----------------------- | ----------------------- | ----------------------- | ----------------------- | ----------------------- | ----------------------- | ----------------------- | ----------------------- | ----------------------- |
| Jahr                    | 1962                    | 1968                    | 1975                    | 1982                    | 1990                    | 1999                    | 2010                    | 2018                    |
| Einwohner               | 5712                    | 5830                    | 6040                    | 6351                    | 6689                    | 7003                    | 8045                    | 8582                    |

## Sehenswürdigkeiten

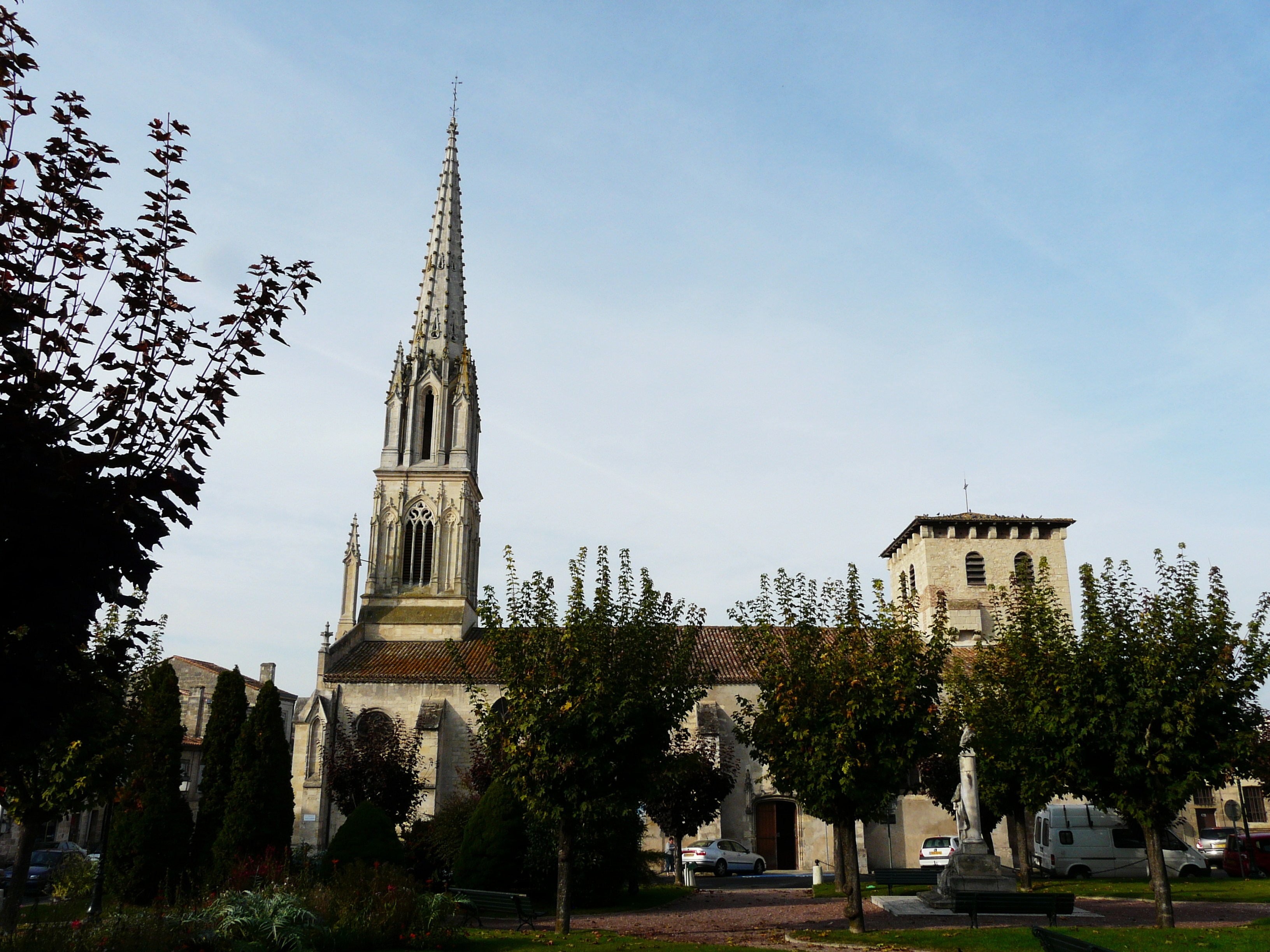
Kirche Saint-Jean-Baptiste

Es sind Reste einer gallo-römischen Villa und eines Militärlagers aus dieser Zeit zu sehen. 
Ferner ist sehenswert die im 15. Jahrhundert erneut erbaute gotische Kirche Saint-Jean-Baptiste, deren Chor aber aus der Zeit der Romanik stammt und die eine Vierungskuppel aufweist.
- Siehe auch: Liste der Monuments historiques in Coutras

## Persönlichkeiten
- In Coutras wirkten Justin Luquot (1881–1944), Politiker und Résistant, und später seine Ehefrau Antoinette Luquot geb. Luc (1888–1988) lange Jahre als Bürgermeister.

## Gemeindepartnerschaften
Coutras ist verschwistert mit der deutschen Gemeinde Dornstadt in Baden-Württemberg und mit der Gemeinde Blaenavon in Wales.